# 敦豪航空
敦豪航空（英語：DHL Aviation）是德國敦豪公司旗下的一家航空公司，由德国邮政控股，提供各种类型的空中运输服务。敦豪航空不仅仅是一个航空公司，在更多情况下指的是由敦豪控股多家航空公司的总称。

## 業務
德国邮政擁有五家主要航空公司，在各地區以DHL之名提供貨運及速遞服務：
- 萊比錫歐洲航空運輸公司，簡稱EAT，負責敦豪在歐洲大部份的貨運服務，經營歐洲及世界貨運航線，包括往非洲和中東地區。EAT以莱比锡/哈雷机场為基地，擁有空中巴士及波音飛機[4]。
- 英國敦豪航空，1989年被敦豪收購，以東密德蘭機場為基地，營運歐洲及橫大西洋航線[5]。
- 敦豪航空快運，一家以巴拿馬為基地的航空公司，營運中南美洲的貨運航班。
- 中東敦豪國際航空，以巴林国际机场為基地的航空公司，擁有波音767飛機，營運中東及非洲航線[6]。
- 藍鏢航空，以金奈国际机场為基地，擁有6架波音757-200F，提供印度地區的貨運服務。

此外德国邮政亦擁有兩家小型航空公司：
- 危地马拉敦豪航空
- 厄瓜多尔敦豪航空

德国邮政亦部份持有一些航空公司的股權，或以合約形式讓航空公司以提供敦豪名義提供貨運及速遞服務。

## 機隊
以下列表是敦豪航空正在營運的機隊：

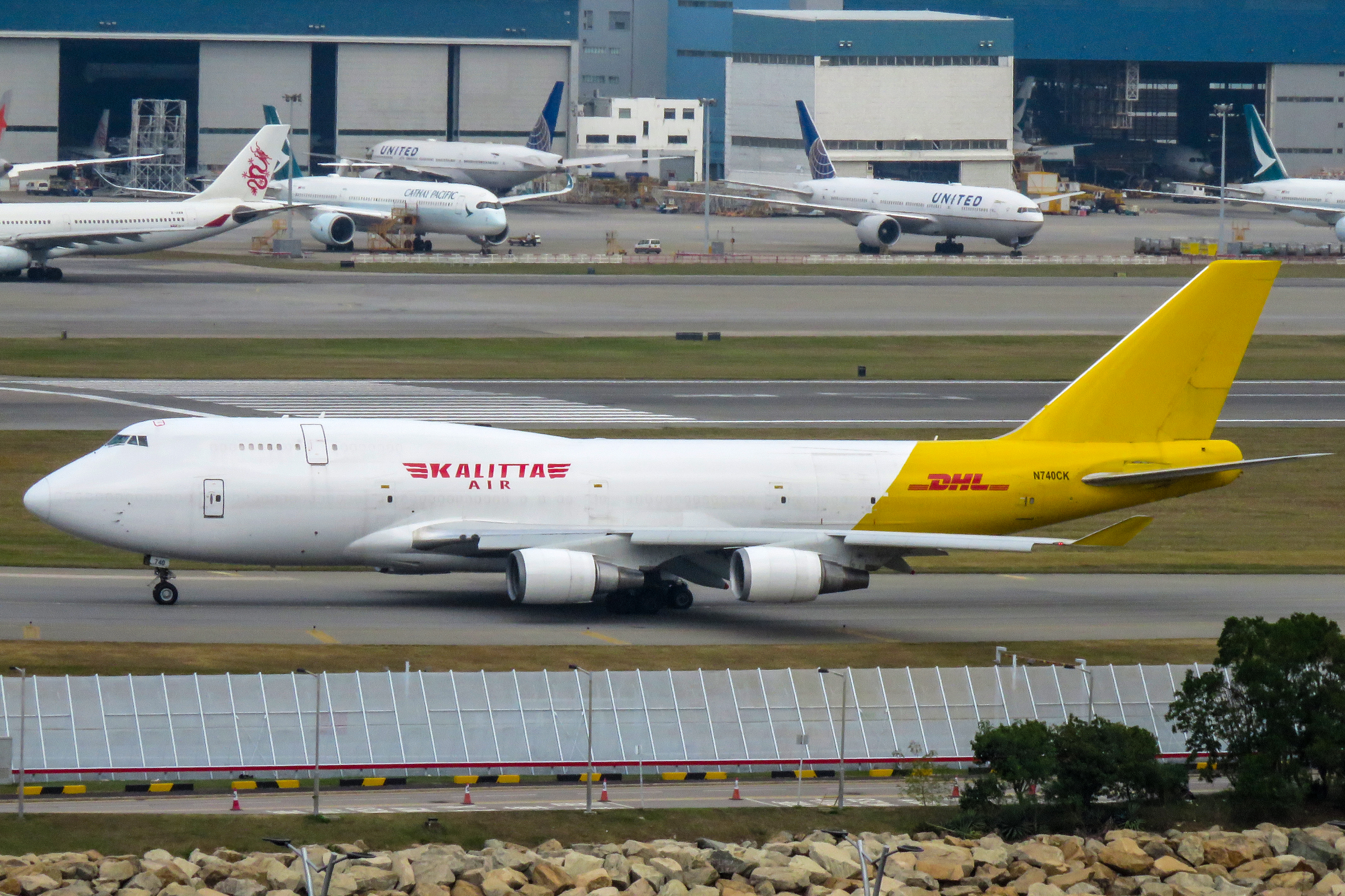
DHL由卡利塔航空执管的波音747-400BCF

（更新於2020年8月12日）
- A300-600RF：31架
- A330-200F：9架
- ATR 42-300F：8架
- B737-400SF：19架
- B747-400F：6架
- B747-8F：6架
- B757-200F：34架
- B767-200F：15架
- B767-300ERF：18架
- B777F：13架
- 圖-204-100C：1架